# Cosmopterix nyctiphanes
Cosmopterix nyctiphanes là một loài bướm đêm thuộc họ Cosmopterigidae. Loài này có ở Ecuador.
Cá thể trưởng thành được ghi nhận vào tháng 6.